# Кіріакуз Буюрук-хан
Кіріакуз (Кіріак,  Кірчакус, Худжакус) Буюрук-хан (*д/н–бл. 1165) — 2-й хан караїтів у 1150—1165 роках. У китайських джерелах відомий як Хуеча-хусі Буйлухей Хань.

## Життєпис
Син Маркуз Буюрук-хана. Близько 1150 року спадкував владу, передавши західну частину земель караїтів братові (який визнавав зверхність Кіріакуза). Йому в допомогу відправив син Тоорила, а синів Тай-Темура та Юламакуса призначив нойонами долин Бороо (в сучасному Борнуур) і Кара (найсхідніший кордон караїтського ханства). Ставку розташував в колишній уйгурській столиці Орду-Балик, яку переймунував Кара-Балгасун.
Протягом усього його панування тривають війни з татарами, найманами і меркітами. 1156 року уклав союз з Хутулою, ханом монголів, спрямований проти татарського племенного об'єднання.
У 1161 році після розпаду Монгольського ханства один з монгольких вождів Хадаан-Баатур визнав зверхнність брата Кіріакуза, який прийняв титул гурхана (правителя караїтів і монголів). Невдовзі Хадаана було вбито за наказом гурхана.
Помер 1165 року, після чого віна за владу почалася між синами і братом-гурханом, в якій перемогу здобув Тоорил.